# Gavino Ledda
Gavino Ledda (Siligo, Cerdeña; 30 de diciembre de 1938) es un escritor y lingüista italiano. Es más conocido por su novela autobiográfica Padre Padrone (1975) y por dirigir la película Ybris.

## Biografía
Gavino Ledda nació en una familia de pastores. Gavino había asistido a la escuela primaria durante un par de semanas, y a la edad de seis años, su padre le había llevado con él a trabajar como pastor.
Como el padre no le había permitido asistir a la escuela, Gavino se había formado como autodidacta, y finalmente se había graduado en lingüística en la Universidad La Sapienza de Roma.
En 1970 fue admitido en la Accademia della Crusca y al año siguiente fue nombrado asistente de Filología Románica en la Universidad de Cagliari.
Gavino más tarde contó su historia en una novela autobiográfica Padre Padrone. El éxito de la novela, que fue traducida a cuarenta idiomas, condujo en 1977 a dirigir la película Padre Padrone a los hermanos Taviani.

## Obras literarias
- Padre padrone. L'educazione di un pastore, Feltrinelli editore, Milano, 1975
- Lingua di falce (novel), 1977
- Le canne, amiche del mare (història), 1978
- Aurum tellus (poesia), 1991
- I cimenti dell'agnello (contes i poemes), 1995
- Istororra: Su Occhidorzu, in AA. VV., Cartas de logu. Scrittori sardi allo specchio, Cagliari, CUEC, 2007.
- 1984 Ybris (film)